# Азалия (станция радиоэлектронного подавления)
«Азалия» — семейство авиационных станций радиоэлектронного подавления групповой защиты: СПС-61, СПС-62, СПС-63, СПС-64, СПС-65 и СПС-66. Станции были приняты на вооружение взамен станций активных помех типа «Букет».

## Назначение
Станция выдаёт в эфир частотно-модулированную шумовую помеху в дециметровом и сантиметровом диапазоне.

## Применение
Частотно-модулированная шумовая помеха это маскирующая помеха. Воздействие – маскировка отметок целей на экранах индикаторов РЛС, что приводит к уменьшению вероятности обнаружения цели и повышение вероятности ложной тревоги. Несущая частота помехи непрерывно изменяется в пределах рабочего диапазона станции по случайному закону, что также затрудняет отстройку от помехи. Мощность передатчика 150/250 Вт, ширина спектра помехового сигнала составляет 240 МГц. Диаграмма направленности по азимуту 360 град., по углу места 180 град. Масса станции составляет 200 кг.
Станции СПС-61, СПС-62, СПС-63, СПС-64, СПС-65 или СПС-66 были установлены на самолётах постановщиках помех дальней авиации Ту-16П, Ту-16 «Елка» и Ту-16Е. Такие самолёты получили обозначение Ту-16Е «Азалия». Аппаратура закреплялась в грузоотсеке, а в незанятой части грузоотсека могли подвешиваться бомбы или автоматы АСО-16 и/или АПП-22. На Ту-16П и Ту-16 «Елка» антенна станции монтировалась в передней части грузоотсека, на Ту-16Е на месте входного люка демонтированной подвесной гермокабины. Спецоператор станции не входил в экипаж самолёта, так как она работала в автоматическом режиме. На большинстве самолётов Ту-16Е «Азалия» вместо ДК-7 устанавливался хвостовой обтекатель. 
Также комплекс устанавливался на самолёты Ту-22. Далее, в конце 1970-х годов был создан вертолёт c комплексом помех «Азалия» (СПС-63 или СПС-66) и станцией постановки помех СПС-5М2 «Фасоль», получивший обозначение Ми-8ППА. Также ракета К-10СП оснащалась станцией РЭП СПС-61Р или СПС-63Р, тем самым ракета К-10СП стала первым беспилотным постановщиком помех. К-10СП принята на вооружение приказом Министерства обороны от 11 апреля 1979 года. Настройка станции осуществлялась на земле в зависимости от поставленной задачи.